# Unterschümmerich

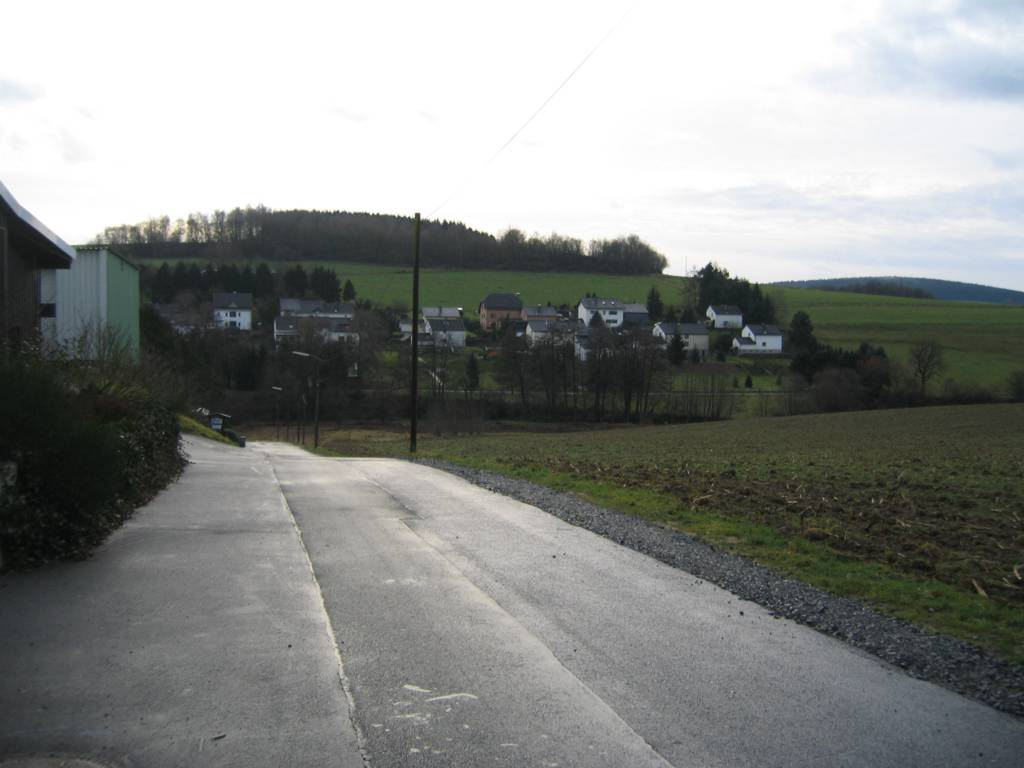
Ansicht von Unterschümmerich (westlicher Teil)

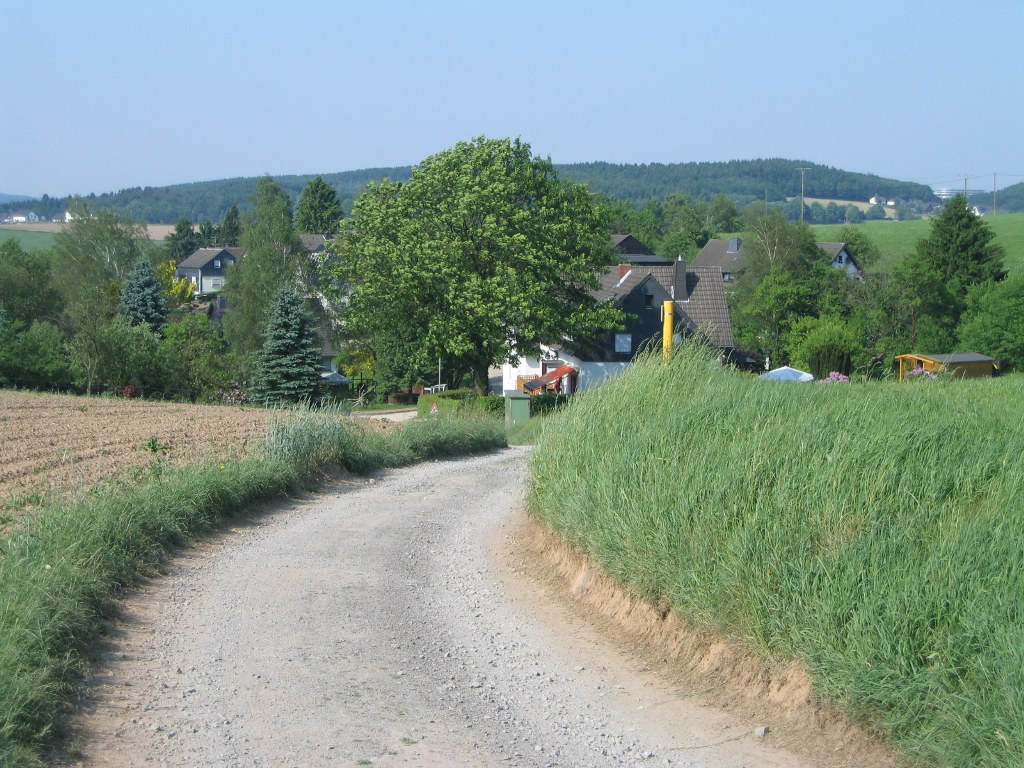
Ansicht von Oberschümmerich

Unterschümmerich ist ein Ort in der Gemeinde Lindlar im Oberbergischen Kreis im Regierungsbezirk Köln in Nordrhein-Westfalen (Deutschland).

## Lage und Beschreibung
Der Ort liegt südlich von Lindlar im Tal des Vossbrucher Baches. Nachbarorte sind Bolzenbach, Altenrath, Burg, Oberschümmerich und Voßbruch. Der Ort darf nicht mit dem westlich von Lindlar und Linde liegenden Wohnplatz Unterschümmerich II verwechselt werden.

## Geschichte
Der Name Schümmerich leitet sich von „Schumm“, einem brach liegenden Stück Land ab. Wie zum Beispiel eine mit Gras bewachsene und wenig fruchtbare Flur.
1413 wird Unterschümmerich erstmals urkundlich im Kämmereiregister des Fronhofs Lindlar unter der Ortsbezeichnung „Schonenberch“ genannt. In einer anderen Urkunde aus dem 15. Jahrhundert wurde zu Schümmerich vermerkt: „Schoenenbergh: 1 Gut, zahlt 18 Denare“. Sowohl Unter- als auch der Nachbarort Oberschümmerich gehörten im Mittelalter zur Honschaft Helling.
In der Karte Topographische Aufnahme der Rheinlande von 1825 wird Unterschümmerich auf umgrenztem Hofraum mit 5 getrennt voneinander liegenden Gebäudegrundrissen verzeichnet.
Im Jahre 1941 werden die Ortsbezeichnungen in Lindlar geändert. Im Ratsprotokoll vom 24. März 1941 wird vermerkt, das Ober- und Unterschümmerich künftig nur noch als Schümmerich zu bezeichnen sind.

## Sehenswürdigkeiten
- verschiedene alte Steinbrüche
- Fachwerkhäuser (18. und 19. Jahrhundert)
- Wegekreuze (1943, 1801 und früher)

## Busverbindungen
Die nächste Haltestelle befindet sich in Bolzenbach. Bolzenbach ist durch die Buslinie 332 (OVAG) sowohl nach Engelskirchen als auch nach Lindlar und Wipperfürth angebunden.